# Танагра
Танагра (грч. Τανάγρα) је насеље у Грчкој које се налази у Беотији, недалеко од Тебе, а које је било познато по бројним фигурицама од теракоте - тзв. фигурицама из Танагре. Паусанија наводи како се на његовом месту налазила Граеа, место по коме су име добили Граикои, беоћанско племе по коме је настала грчка реч Граецус. Исти град је навео и Хомер у свом Каталогу бродова у Илијади.
У древна времена се Танагра звала Поимандриа, по оснивачу Поимандросу који је учествовао у тројанском рату. Такође је позната и као место две битке - Битка код Танагре (457. п. н. е.) и Битка код Танагре (426. п. н. е.).

## Становништво кроз историју
| Година | Становништво општине | Промена      | Становништво острва |
| ------ | -------------------- | ------------ | ------------------- |
| 1981   | 1.097                | -            | -                   |
| 1991   | 847                  | -250/-22,79% | -                   |
| 2003   | -                    | -            | -                   |